# Збільшення (оптика)

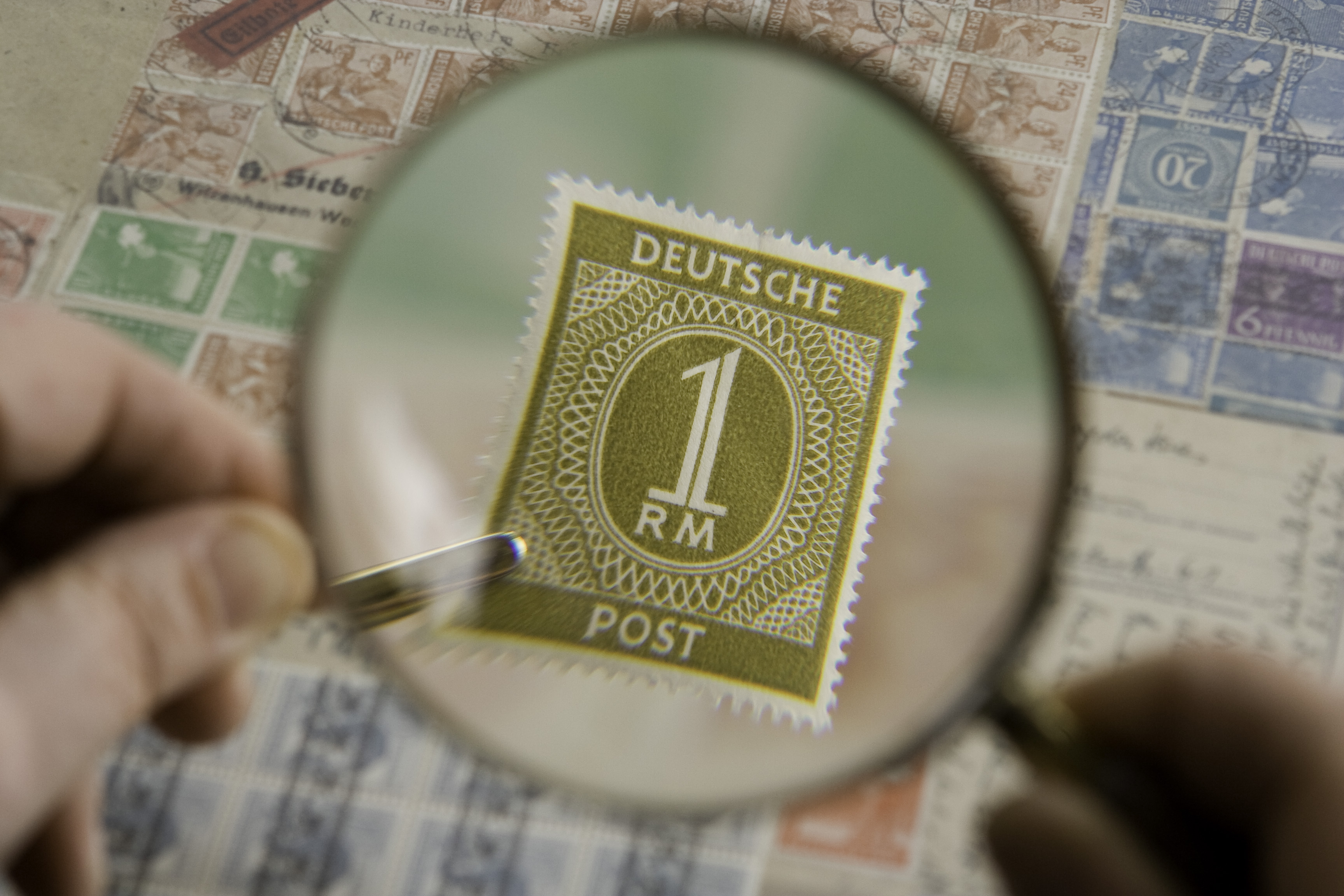
Поштова марка збільшується при перегляді через лупу

Збільшення — процес збільшення чогось при його представленні, але не збільшуючи фізичних розмірів. При цьому існує поняття числової величини, яка також називається величиною «збільшення». Коли це число менше одиниці, воно задає зменшення розміру, і тоді говорять про величину «зменшення».
Зазвичай, збільшення це процес масштабування візуального об'єкту чи зображення для того, щоб мати можливість бачити його більш детально, збільшуючи роздільну здатність, за допомогою мікроскопа, оптики, техніки друку, або цифрової обробки. В усіх випадках, збільшення зображення не змінює його перспективи.
Якщо на окулярі є позначки 15х, а на об'єктиві 20, то мікроскоп збільшує зображення

## Приклади
- У збільшувальному склі, використовується збільшувальна (опукла) лінза для збільшення об'єктів при спогляданні на них, дозволяючи тримати їх ближче до ока.
- Телескоп, який використовує великі лінзи об'єктива для захоплення зображення віддаленого об'єкту, а потім дозволяє розглядати зображення ближче за допомогою меншого окуляра, завдяки чому об'єкт виглядає більшим.
- Мікроскоп, дозволяє збільшувати невеликі за розміром об'єкти, спостерігаючи їх на комфортній відстані. Мікроскоп за конструкцією схожий на телескоп, крім того, що спостережувані об'єкти знаходяться близько до об'єктива, які зазвичай набагато менші за окуляр.
- Діапроєктор, проєктує велике зображення із невеликої плівки на екран.

## Збільшення як величина (оптичне збільшення)
Оптичне збільшення це співвідношення між видимим розміром об'єкта (його розмір на зображенні) і його справжнім розміром, таким чином це є безрозмірна величина.
- Лінійне або поперечне збільшення — для дійсних зображень, таких як проєкція зображення на екран, під розміром розуміють лінійний розмір (виміряний, наприклад, в міліметрах) .
- Кутове збільшення — для оптичних приладів із окуляром, можуть бути не відомі лінійні розміри зображення, що спостерігають в окулярі (уявне зображення на нескінченно великій відстані), тому розмір задається кутом, при якому об'єкт буде у фокусі (кутовий розмір). Щиро кажучи, необхідно отримати тангенс цього кута (на практиці, це має значення лише якщо кут більший ніж декілька градусів). Таким чином, кутове збільшення визначається за формулою:

{\displaystyle \mathrm {MA} ={\frac {\tan \varepsilon }{\tan \varepsilon _{0}}}} ,
де {\displaystyle {\varepsilon _{0}}} кут, під яким видно об'єкт на передній фокусній точці об'єктива, а {\displaystyle {\varepsilon }} це кут який утворює зображення на задній фокусній точці окуляра.
- Приклад: Кутовий розмір повного Місяця складає 0,5°. У біноклі із 10-ти кратним збільшенням, зображення утворює кут в 5°.

Загальноприйнятим для збільшувального скла і оптичних мікроскопів, в яких розмір об'єкту є його лінійний розмір, а уявний розмір є кутом, збільшення є відношенням між уявним (кутовим) розміром, яке видно в окуляр і кутовим розміром об'єкта розміщеного на загальноприйнятій найближчій відстані виразного бачення: 25 см від ока людини.
Оптичне збільшення іноді називається «силою» (наприклад сила «10×»), і це може призвести до плутанини із поняттям оптичної сили.
- Одинична лінза: Лінійне збільшення тонкої лінзи дорівнюватиме:

{\displaystyle M={f \over f-d_{o}}}
де {\displaystyle f} це фокусна відстань, а {\displaystyle d_{o}} це відстань від лінзи до об'єкта. Варто відмітити, що для дійсних зображень, {\displaystyle M} є від'ємним числом, а саме зображення буде перевернутим. Для уявних зображень, {\displaystyle M} буде позитивним і зображення вертикальне.
Позначивши як {\displaystyle d_{i}} відстань між лінзою і зображенням, як {\displaystyle h_{i}} висоту зображення і як {\displaystyle h_{o}} висоту об'єкта, величину збільшення можна також визначити наступним чином:
{\displaystyle M=-{d_{i} \over d_{o}}={h_{i} \over h_{o}}}
І знову негативне збільшення утворює перевернуте зображення.
- Фотографія: Зображення відзняте на фотоплівку або цифровий сенсор зображення завжди є дійсним зображенням і зазвичай перевернутим. Коли вимірюють висоти перевернутого зображення з використанням загальноприйнятої системи знаків декартових координат (де вісь x є оптичною віссю) значення hi буде від'ємним, і як результат M також буде від'ємним. Однак, традиційним використанням знаків в фотографії є додатні значення для «дійсного зображення, і від'ємні для уявних зображень».[1] Таким чином в фотографії: Висота об'єта і відстань є завжди дійсними і додатними. Коли фокусна відстань є позитивною тоді висота зображення, відстань і збільшення є дійсним і додатнім. Лише при негативній фокусній відстані, висота зображення, відстань і збільшення є уявними і негативними. Тому в фотографії формула для розрахунку фотографічного збільшення визначається наступним чином:

{\displaystyle M={d_{i} \over d_{o}}={h_{i} \over h_{o}}={f \over d_{o}-f}={d_{i}-f \over f}}
- Телескоп: Кутове збільшення задається як:

{\displaystyle M={f_{o} \over f_{e}}}
де {\displaystyle f_{o}} це фокусна відстань об'єктива і {\displaystyle f_{e}} фокусна відстань окуляра.
- збільшувальна лінза: Максимальне кутове збільшення (в порівнянні з неозброєним оком) збільшуваного скла залежить від того, як тримають скло і об'єкт відносно ока спостерігача. Якщо лінзу тримають на відстані від об'єкта, так що її передня фокусна точка знаходиться на об'єкті спостереження, не напружене око (сфокусоване в нескінченність) може бачити об'єкт з кутовим збільшенням, яке розраховується наступним чином:

{\displaystyle \mathrm {MA} ={25\ \mathrm {cm}  \over f}\quad }
Тут, {\displaystyle f} це фокусна відстань лінзи в сантиметрах. Константа в 25 см це оцінка дистанції «ближньої точки» фокусу ока—найближча відстань, на якій здорове око може сфокусуватися на об'єкті. В такому випадку кутове збільшення не залежить від дистанції між оком і збільшувальною лінзою.
Якщо лінзу тримають дуже близько до ока, а об'єкт розміщають ближче до лінзи від точки фокусу, так що споглядач фокусується до ближньої точки, можна досягти більшого кутового збільшення, яке сягатиме
{\displaystyle \mathrm {MA} ={25\ \mathrm {cm}  \over f}+1\quad }
Іншою інтерпретацією, щодо пояснення як працює збільшення в останньому випадку, є те що збільшувальна лінза змінює діоптрії ока (роблячи його короткозорим) так що об'єкт можна розмістити ближче до ока і досягти більшого кутового збільшення.
- Мікроскоп: Кутове збільшення задається як

{\displaystyle \mathrm {MA} =M_{o}\times M_{e}}
де {\displaystyle M_{o}} є збільшенням об'єктива, а {\displaystyle M_{e}} збільшення окуляра. Збільшення об'єктива залежить від його фокусної відстані {\displaystyle f_{o}} і від відстані {\displaystyle d} між задньою фокусною площиною і фокусною площиною окуляра (що називається довжиною трубки):
{\displaystyle M_{o}={d \over f_{o}}}.
Збільшення окуляра залежить від його фокусної відстані {\displaystyle f_{e}} і розраховується за тим самим рівнянням, що і для збільшувальної лінзи (вище).
Як астрономічні телескопи так і звичайні мікроскопи утворюють перевернене зображення, тому рівняння для розрахунку величини збільшення телескопа або мікроскопа зазвичай надається із знаком мінус.